# Musailima
Musailima, arabisch مسيلمة بن حبيب Musailima ibn Habib, DMG Musaylima b. Ḥabīb († 632 bei Yamama), ist die verächtliche Diminutivform für eine Person namens مسلمة / Maslama, die zur Zeit Mohammeds lebte und sich als Prophet verstand. Er wirkte in Yamama bei den Banu Hanifa.

## Leben
Musailima wird in islamischen Quellen als Nachahmer des Propheten Mohammed beschrieben und – nach einer Aussage Mohammeds – als „Musailima, der Lügner“ (مسيلمة الكذّاب) bezeichnet. Er wurde in al-Haddar in al-Yamama, im Nadschd, an der Karawanenroute nach Bahrain geboren, wo er dann im Stamm der B. Hanifa seine Aktivität als Prophet entfaltete. Seine Offenbarungen soll er, wie Mohammed, vom Erzengel Gabriel (Dschibril) erhalten haben. Diese Behauptung kritisiert der Koran in der Sure 6, Vers 93:
„Und wer ist frevelhafter, als wer gegen Gott eine Lüge ausheckt oder sagt: 'Mir ist (etwas als Offenbarung) eingegeben worden', während ihm nichts eingegeben worden ist, und wer sagt: 'Ich werde etwas herabsenden, das dem, was Gott herabgesandt hat, gleich ist'...“
Im Mittelpunkt seiner monotheistischen Anschauung stand ar-Rahman (der Barmherzige), den bereits die vorislamischen Araber als den einen Gott gekannt haben (vgl. altarabische Gottheiten). Musailima machte sich unter den Stämmen der Region als Rahman al-Yamama (Der Barmherzige von al-Yamama) einen Namen. Mehrere Überlieferungen arabischer Historiographen, unter ihnen Ibn Ishāq, lassen darauf schließen, dass Musailima bereits vor Mohammeds Auftreten in Mekka als Prophet mit seiner Verkündung begonnen haben muss.
Ibn Ishāq berichtet, Gegner Mohammeds hätten ihm vorgeworfen, dass er seine Weisheit von einem Manne aus Yamama mit Namen Rahman habe.
Ibn Ishāq berichtet ferner, Musailima habe Mohammed einen Brief folgenden Wortlauts geschrieben:
„Von Musailima, dem Gesandten Gottes, an Muhammad, den Gesandten Gottes. - Alsdann: Mir ist gemeinsam mit dir ein Anteil an der Sache gegeben worden. Siehe, uns gehört die eine Hälfte des Landes, und den Koraisch die andere Hälfte des Landes. Aber die Koraisch sind Leute, die feindselig handeln.“
Darauf antwortete Mohammed wie folgt:
„Im Namen Gottes des Barmherzigen, des Erbarmers. Von Muhammad, dem Gesandten Gottes, an Musailima, den Lügner. Heil über den, welcher der rechten Leitung folgt. - Alsdann: Siehe, das Land ist Gottes, er vererbt es, wenn er will, unter seinen Knechten. Aber der Ausgang gehört den Gottesfürchtigen“
Das ist eine Paraphrase von Sure 7, Vers 128:
„Die Erde gehört Gott allein. Er gibt sie, wem von seinen Dienern er will, zum Erbe. Das Ende fällt (dereinst) zugunsten derer aus, die gottesfürchtig sind.“ Übersetzung: Rudi Paret.
Musailima gelang es in den letzten Jahren vor Mohammeds Tod, in al-Yamama mit anderen Stämmen Bündnisse einzugehen und ihre Mitglieder, soweit sie sesshaft waren, in einem von ihm geschaffenen Haram, einem Schutzgebiet, anzusiedeln. Seine Lehren verbreitete er dort ebenfalls in Form von Rezitationen und in Reimprosa (sadschʿ).
Diese sozial-religiöse Unabhängigkeit von Musailima blieb bis nach dem Tod Mohammeds bestehen und bildete ein religiös ausgerichtetes Gegengewicht zur medinensischen Gemeinde der Muslime. Abu Bakr, der erste Nachfolger Mohammeds schickte seinen Gesandten daher nach al-Yamama, „um seine Einwohner zum erhabenen Gott zu bekehren und sie im Islam zu festigen. Er (der Gesandte) jedoch wurde auf der Seite von Musailima abtrünnig und bekannte sich zu dessen Prophetie.“
Den religiösen Charakter des Kampfes gegen die B. Hanifa, Musailima und andere abtrünnigen Araberstämme (Hawazin, Ghatafan u. a.) bestätigt – in der Retrospektive – die islamische Koranexegese, die Sure 48, 16 als eine Vorhersage des Kampfes in der Ridda interpretiert:
„Ihr werdet (demnächst) zu einem (Kriegs)volks aufgerufen werden, das über eine gewaltige Kampfkraft verfügt. Ihr werdet gegen sie zu kämpfen haben, es sei denn, sie ergeben sich...“.
Auf diese Koranstelle nimmt Bakr ibn Nattah († 837 im Irak), ein angesehener Dichter aus al-Yamama, Bezug und beschreibt die heldenhafte Vergangenheit seiner Vorfahren mit den Worten:
„wir sind im offenbarten Buch (d.i. der Koran) wie kein anderer Stamm als tapfere (Kämpfer) beschrieben worden:“
In den Monographien islamischer Historiographie, die unter dem Titel „Kitab ar-ridda“ (Buch über die Ridda) im späten 8. und frühen 9. Jahrhundert entstanden sind, finden sich in Form von Gedichten mehrere Hinweise auf den religiösen Charakter der Bewegung der B. Hanifa unter Musailima:
„wie schlecht sind doch die B. Hanifa, die sich dem Islam widersetzt oder ihm Unrecht angetan haben!“

## Tod
Musailima fiel im Jahre 632 bei der Schlacht von Yamama gegen den Heerführer der Muslime Chālid ibn al-Walīd durch die Hand eines Schwarzen namens Wahschi, der sich später damit rühmte, den schlechtesten Menschen getötet zu haben. Aber auch andere rühmten sich, an der Tötung von Musailima beteiligt gewesen zu sein.
Nach dem Tod von Musailima soll der spätere Kalif Umar ibn al-Khattab gerufen haben: „Der schwarze Sklave hat ihn umgebracht“. Einer anderen Überlieferung zufolge rief eine Frau vom Stamm der Banu Hanifa: „Laßt uns um den Befehlshaber der Gläubigen (d.i. Musailima) trauern! Der schwarze Sklave hat ihn umgebracht“.
Wahschi ibn Harb, ein freigelassener Sklave von Dschubair ibn Mut'im, nahm den Islam erst nach der Eroberung Mekkas an und lebte später zurückgezogen und der Trunksucht verfallen in Homs, wo ihn – den Quellen des Ibn Ishāq zufolge – einige Medinenser besuchten, um von ihm persönlich die Geschichte der Tötung von Musailima zu hören. Ibn ʿAsākir widmet ihm in seiner Stadtgeschichte von Damaskus neunzehn Seiten und erwähnt, dass Wahschi der erste in Syrien gewesen ist, den man wegen Trunkenheit ausgepeitscht hatte. Er fand den Tod in einer Lache von Wein.